# Tu Văn
Tu Văn (chữ Hán giản thể: 修文县, bính âm: Xiūwén Xiàn, âm Hán Việt: Tu Văn huyện) là một huyện thuộc địa cấp thị Quý Dương, tỉnh Quý Châu, Cộng hòa Nhân dân Trung Hoa. Huyện này có diện tích 1076 km², dân số năm 2002 là 290.000 người. Mã số bưu chính là 550200. Huyện lỵ đóng ở trấn Long Trường. Về mặt hành chính, huyện này được chia thành 7 trấn, 3 hương. Tổng cộng có 11 ủy ban thôn, 136 ủy ban xã khu cư.
- Trấn: Long Trường, Trát Tả, Cửu Trường, Lục Đồn, Sái Bình, Lục Quảng và Lục Dõng.
- Hương: Cốc Bảo, Tiểu Thiến, hương dân tộc Bố-y Đại Thạch.